# 新宿町 (川越市)
新宿町（あらじゅくまち）は、埼玉県川越市の町名。現行行政地名は、新宿町一丁目～新宿町六丁目である。郵便番号は350-1124。

## 地理
新宿町は川越市内の中心地、川越駅の西口から南に近い位置に存在する。川越駅側から南方へ順に一丁目から六丁目の各丁が置かれている。町域東端にJR川越線と東武東上線の両路線が直進する。北に脇田本町、西に旭町、南に中台、南東に岸町、線路を挟んだ東に富士見町とそれぞれ接する。

### 人口と世帯
2017年（平成29年）10月1日現在、川越市による新宿町の各丁の世帯数と人口数はそれぞれ以下のとおりである。
|              | 世帯数    | 人口数   | 人口数  | 人口数  |
| 総人口       | 世帯数    | 男人口   | 女人口  |         |
| 新宿町一丁目 | 622世帯   | 1,214人  | 584人   | 630人   |
| 新宿町二丁目 | 630世帯   | 1,191人  | 611人   | 580人   |
| 新宿町三丁目 | 964世帯   | 1,995人  | 980人   | 1,015人 |
| 新宿町四丁目 | 500世帯   | 1,068人  | 517人   | 551人   |
| 新宿町五丁目 | 1,197世帯 | 2,633人  | 1,306人 | 1,327人 |
| 新宿町六丁目 | 1,536世帯 | 3,552人  | 1,795人 | 1,757人 |
| 合計         | 5,449世帯 | 11,653人 | 5,793人 | 5,860人 |

## 歴史
- 1964年（昭和39年）8月1日 - 大字脇田・大仙波・岸・新宿の各一部から新宿町一〜六丁目が成立[5]。

## 小・中学校の学区
市立小・中学校に通う場合、学区は以下の通りとなる。
| 丁目         | 番地 | 小学校             | 中学校             |
| ------------ | ---- | ------------------ | ------------------ |
| 新宿町一丁目 | 全域 | 川越市立仙波小学校 | 川越市立城南中学校 |
| 新宿町二丁目 | 全域 | 川越市立仙波小学校 | 川越市立城南中学校 |
| 新宿町三丁目 | 全域 | 川越市立新宿小学校 | 川越市立城南中学校 |
| 新宿町四丁目 | 全域 | 川越市立新宿小学校 | 川越市立城南中学校 |
| 新宿町五丁目 | 全域 | 川越市立新宿小学校 | 川越市立城南中学校 |
| 新宿町六丁目 | 全域 | 川越市立新宿小学校 | 川越市立城南中学校 |

## 交通

### 鉄道
JR川越線と東武東上本線の川越駅が北側にあり、特に一丁目や二丁目側は距離が近いため徒歩でも辿りつく。上記の各停留所からバスで移動可能である他、その先の西武新宿線の本川越駅へも上の一部のバスで移動ができる。この他に、前記の2駅より距離は遠いが、南西方面にある西武新宿線の南大塚駅・新狭山駅・新所沢駅へもそれぞれの停留所から移動が可能である。

### バス
町域内に西武バス（川越営業所と所沢営業所）が走り、以下の各停留所からそれぞれの系統のバスが利用できる。いずれの系統も川越駅西口または一部がその先の本川越駅発着である。
- 新宿町 - 旭二丁目 - 市立川越高校前 - 旭町の各停留所
  - 当町の西端に延びる道路（川越駅西口方面）上にあり（隣の旭町との境沿い）、川越営業所の本53・54系統、川越61・62系統が担当。本53・54は今福中台またはその先の川越営業所まで、川越61・62は南大塚駅南口またはその先の新狭山駅南口まで運行している。
- 城南中学入口 - 市立川越高校入口 - 川越同仁会病院入口の各停留所
  - 町域内の県道6号上にあり、所沢営業所の新所02・本55系統が担当。どちらも本川越駅発着で川越駅西口を廻り、新所02は新所沢駅東口まで、本55は所沢営業所まで結ぶ。

### 道路
- 国道16号
- 国道254号
- 埼玉県道6号川越所沢線

国道16号と254号は二丁目にある新宿町（北）交差点で接続する。254号は二丁目内のみ通り、16号は同交差点から西方向へ向かう。その途中の三丁目にある新宿町三丁目交差点で県道6号と交差する。県道6号はその交差点が起点で町域内を南進する。

## 施設
地区の北部を国道16号が通るが、目立ったロードサイド店舗は見られない。
一丁目
- ウェスタ川越
- 川越駅西口郵便局
- ヤオコー本社ビル

二丁目
- 川越地区消防局川越中央消防署
- 川越市立新宿町保育園
- 日の丸幼稚園

三丁目
- 川越新宿郵便局
- 川越市立城南中学校

六丁目
- 川越市立新宿小学校